# Čakany
Čakany este o comună slovacă, aflată în districtul Dunajská Streda din regiunea Trnava. Localitatea se află la altitudinea de 125 m deasupra n.m., se întinde pe o suprafață de 11,19 km2 și în 2017 număra 639 de locuitori.

## Istoric
Localitatea Čakany este atestată documentar din 1254.

## Demografie
| An:                | 1994 | 2004   | 2014   | 2024   |
| ------------------ | ---- | ------ | ------ | ------ |
| Număr de persoane: | 526  | 574    | 606    | 621    |
| Diferență:         |      | +9,12% | +5,57% | +2,47% |

| An:                | 2023 | 2024   |
| ------------------ | ---- | ------ |
| Număr de persoane: | 625  | 621    |
| Diferență:         |      | −0,64% |